# Konference OSN o změně klimatu 2009 v Kodani
Konference OSN o změně klimatu 2009 v Kodani (často jen Kodaňský summit) byla 15. každoroční konference OSN o změně klimatu. Jednalo se o patnáctou konferenci (COP 15) smluvních stran Rámcové úmluvy OSN o změně klimatu a současně páté setkání (MOP 5) smluvních stran Kjótského protokolu. Setkání se konalo 7. až 18. prosince 2009 v kongresovém centru Bella Center v dánské Kodani. Její účastníci nedospěli k očekávané dohodě na dalším omezování skleníkových plynů, jediným výstupem konference se tak stal právně nezávazný dokument s nejasnými cíli.

## Cíle, průběh a výsledky konference
Cílem konference, od níž se mnoho očekávalo, bylo přijetí nové dohody o omezování emisí skleníkových plynů, která by po roce 2012 nahradila Kjótský protokol. Jednalo se o historicky největší setkání organizované OSN, jehož se zúčastnilo 18 000 delegátů.
Konference nicméně nedospěla k žádným podstatným výsledkům. Poté, co skupina zemí odmítla konsenzuální dohodu všech účastníků o dalším řešení klimatické krize, byl přijat pouze právně nezávazný dokument, na němž se podílely Spojené státy, Čína, Indie, Brazílie a Jižní Afrika. Tyto země se dohodly na omezení růstu teploty na planetě na hodnotu dvou stupňů ve srovnání s předindustriální érou, způsobech financování boje proti klimatické změně a mezinárodní kontrole produkce oxidu uhličitého, avšak bez konkrétních limitů; kvůli absenci limitů s dohodou nesouhlasily Bolívie, Venezuela a Súdán, ale konference jako taková pak tento text vzala na vědomí. Výsledky summitu kritizovaly USA i Evropská unie; své politování vyjádřil také Evropský parlament.

## Analýza a následky
Navzdory všeobecnému očekávání, že kodaňský summit přinese právně závaznou smlouvu, se konference ocitla ve slepé uličce vyjednávání a výsledkem byla „Kodaňská dohoda“, která nebyla právně vymahatelná. Environmentální analytik BBC Roger Harrabin přičetl neúspěch summitu, který nesplnil očekávání, řadě faktorů včetně nedávné globální recese a konzervativního domácího tlaku v USA a Číně.
Gregg Easterbrook popsal Kodaňskou dohodu jako „vágní, nezávazné poznámky o tom, jak by ostatní lidé měli používat méně fosilních paliv“. Easterbrooka se vyjádřil, že mezinárodní jednání o změně klimatu jsou „složitá, drahá a nikam nevedoucí“ a mají tendenci vytvářet zdání akce a zároveň odvádět pozornost od nedostatku skutečných změn.
V týdnu po skončení kodaňského summitu klesly ceny uhlíku v EU na šestiměsíční minimum.
Kodaňská dohoda vyzvala země, aby do konce ledna 2010 předložily emisní cíle, a připravila půdu pro další diskuse, které se uskuteční na konferenci OSN o změně klimatu v Mexiku v roce 2010 a na zasedání v polovině roku v Bonnu. Do začátku února 2010 zaregistrovalo své cíle 67 zemí. Země jako Indie a Sdružení ostrovních států daly jasně najevo, že podle jejich názoru nemůže Kodaňská dohoda nahradit jednání v rámci UNFCCC. Jiní komentátoři se domnívali, že „budoucnost role OSN v mezinárodních klimatických dohodách je nyní zpochybněna“.

## Dodatečně
Umělci se mohli zúčastnit soutěží. Marc Engelhard představil píseň o hrozbě jaderné energie.